# Setosella antilleana
Setosella antilleana är en mossdjursart som beskrevs av Weisbord 1967. Setosella antilleana ingår i släktet Setosella och familjen Setosellidae. Inga underarter finns listade i Catalogue of Life.